# Osman Yusuf
Osman Yusuf (* 23. Mai 1920 in Istanbul; † 29. August 1982 in Tokio) war ein türkischer Schauspieler, der häufig in japanischen Filmen und im Fernsehen auftrat.

## Leben und Karriere
Yusuf wurde am 23. Mai 1920 in Istanbul geboren. Sein jüngerer Bruder ist der Wrestler und Schauspieler Ömer „Türk“ Yusuf. Vor der Zweiten Weltkrieg zog er nach Japan. Yusuf spielte in zahlreichen Filme und Serien als Nebendarsteller. Unter anderem bekam er in der Serie Ningyo-tei ibun muhō-gai no moto rōnin die Hauptrolle. Außerdem arbeitete er zusammen mit seinem Schauspielerkollegen Henry Okawa, der ebenfalls fließend Englisch spricht, als Dolmetscher für Toho.
Neben Türkisch spricht er fließend Japanisch. Im Alter von 62 Jahre starb er am 29. August 1982 in Tokio.

## Filmografie (Auswahl)
- 1959: Krieg im Weltenraum
- 1961: Daredevil in the Castle
- 1961: Schweine, Geishas und Matrosen
- 1961: Mothra bedroht die Welt
- 1969: Godzilla – Attack All Monsters
- 1974: Weltkatastrophe 1999? – Die Prophezeiung des Nostradamus
- 1976: Ningyo-tei ibun muhō-gai no moto (Fernsehserie)
- 1980: Port Arthur – Die Schlacht der Entscheidung